# RV2 La Namuroise
De RV2 La Namuroise is een Rando Vélo-route in Wallonië en is 177 km lang. De route start in Hoegaarden in Vlaanderen op de grens met Wallonië. De route is zo genoemd omdat ze dwars door Wallonië en het landschap rond Namur gaat. De route eindigt in Bouillon en is in 2 richtingen bewegwijzerd met blauw-gele markeringen.

## Traject
De route voert door de provincies Vlaams-Brabant, Waals-Brabant, Namen en Luxemburg. De start is in Hoegaarden dat ligt aan de Grote Gete. In Hoegaarden zijn diverse bezienswaardigheden. Hier sluit de route ook aan op de LF Vlaanderenroute en de LF Heuvelroute. Tussen Jodoigne en Huppaye loopt de route parallel met de RV4a. De route voert geleidelijk naar de Maas en de stad Namen waar de route aansluit op de EuroVelo EV3 Pelgrimsroute, de EuroVelo EV5 Via Romea Francigena, de EuroVelo EV19 Maasfietsroute, de RV6, de RV8a, de RV8b en de RV10. De RV6 loopt parallel mee naast de Maas tot Profondeville. In Dinant - bekend om onder meer de Citadel van Dinant en de Abdij van Leffe - wordt de Maas verlaten. De EuroVelo EV5 Via Romea Francigena en de EuroVelo EV19 Maasfietsroute volgen de Maas verder richting Frankrijk. In Dinant wordt de monding van de Leffe in de Maas gepasseerd. Ook de Lesse wordt verderop gekruist. Via kleine dorpen wordt Gedinne bereikt waar kan worden aangesloten op de RV3. Na Vresse-sur-Semois volgt de route het dal van de Semois naar Bouillon waar de route eindigt. Hier kan worden aangesloten op de RV7.   

## Aansluitingen met Europese routes
- In Namen sluit de route aan op de EuroVelo EV3 Pelgrimsroute.
- Tussen Namen en Dinant loopt de route parallel met de EuroVelo EV5 Via Romea Francigena en de EuroVelo EV19 Maasfietsroute.
- In Bouillon kan worden doorgefietst naar het Franse Sedan om aan te sluiten op de EuroVelo EV19 Maasfietsroute.

## Aansluitingen met andere LF- of icoonroutes
- In Hoegaarden sluit de route aan op de LF Vlaanderenroute en LF Heuvelroute.
- Tussen Jodoigne en Huppaye loopt de route parallel met de RV4a.
- In Namur sluit de route aan op de RV8a, de RV8b en de RV10.
- Tussen Namur en Profondeville loopt de route parallel met de RV6.
- In Gedinne sluit de route aan op de RV3.
- In Bouillon sluit de route aan op de RV7.

## Aansluitingen met regionale routes
- Op elk willekeurig punt kan gebruik worden gemaakt van het fietsroutenetwerk ter plaatse.
- In Hoegaarden kan de W5 D'une Vallée (regionale RAVeL-route) opgepakt worden.
- In Namen kan de W5 D'une vallée à l'autre (regionale RAVeL-route) opgepakt worden.
- In Namen kan de W6 Au Fil de l'Eau (regionale RAVeL-route) opgepakt worden.
- In Bouillon kan de W7 Sur la route des Ardennes (regionale RAVeL-route) opgepakt worden.